# Die Antwoord
Die Antwoord (wym. [di ˈantvʊərt], z afrikaans Odpowiedź) – południowoafrykański zespół z Kapsztadu wykonujący muzykę hip-hopową w odmianie rap-rave. W skład zespołu wchodzą 3 osoby: Ninja (Watkin Tudor Jones), ¥o-landi Vi$$er (Anri du Toit) oraz DJ Hi-Tek (Justin De Nobrega). Grupa znana jest m.in. z utworu „Enter the Ninja” oraz rozpoznawana z tworzenia różnokulturowej mieszanki muzycznej.
W teledysku do utworu „Enter the Ninja” gościnnie wystąpił południowoafrykański malarz i grafik Leon Botha cierpiący na progerię.

## Historia
Grupa została założona w 2008 z inicjatywy południowoafrykańskiego rapera Watkina Tudora Jonesa, bardziej znanego jako Ninja, do którego dołączyła piosenkarka ¥o-landi Vi$$er oraz DJ Hi-Tek. W 2009 grupa wydała debiutancki album pt. $O$, który w 2010 doczekał się reedycji. Muzyka grana przez Die Antwoord zawiera wiele elementów kontrkultury Zef, która jest niezwykle popularnym ruchem kulturowym w Republice Południowej Afryki. W 2011 zespół osiągnął komercyjny sukces, kiedy wystąpił na festiwalu muzycznym Big Day Out.
Die Antwoord pięciokrotnie gościli w Polsce: jako goście festiwalu Open’er w 2010, wystąpili w strefie kibica w Poznaniu podczas Euro 2012, na iFestival w Warszawie w 2014, na Open’er Festival w 2015, na Orange Warsaw Festival 2016 a także na Kraków Live Festival w 2018.
W 2015 Ninja i ¥o-landi Vi$$er wystąpili w filmie Chappie w reżyserii Neilla Blomkampa.
W 2022 r. adoptowany syn Ninja i Yolandi, Gabriel „Tokkie” du Preez, oskarżył ich o złe traktowanie, napaść seksualną i niewolnictwo na nim i jego siostrze Meisie w filmie zamieszczonym na Youtube.

## Dyskografia
Albumy
| Rok                            | Tytuł                                                                            | Pozycja na liście | Pozycja na liście | Pozycja na liście | Pozycja na liście | Pozycja na liście | Pozycja na liście | Pozycja na liście | Pozycja na liście |
| Rok                            | Tytuł                                                                            | USA               | CAN               | BEL (FL)          | BEL (WA)          | AUS               | NLD               | CHE               | GER               |
| ------------------------------ | -------------------------------------------------------------------------------- | ----------------- | ----------------- | ----------------- | ----------------- | ----------------- | ----------------- | ----------------- | ----------------- |
| 2009                           | $O$ - Data: 2009 - Wydawca: wydanie własne                                       | 109               | –                 | 67                | –                 | –                 | –                 | –                 | –                 |
| 2012                           | Ten$ion - Data: 29 stycznia 2012 - Wydawca: Zef Recordz                          | 143               | –                 | 40                | 156               | 38                | 87                | 100               | –                 |
| 2014                           | Donker Mag - Data: 3 czerwca 2014 - Wydawca: Zef Recordz                         | 37                | 15                | 26                | 53                | 11                | 49                | 71                | 95                |
| 2016                           | Mount Ninji and Da Nice Time Kid - Data: 16 września 2016 - Wydawca: Zef Recordz | 34                | 16                | 3                 | 14                | 9                 | 40                | 14                | 25                |
| „–” pozycja nie była notowana. |                                                                                  |                   |                   |                   |                   |                   |                   |                   |                   |

Mixtape’y
| Rok  | Tytuł                                                       | Pozycja na liście |
| Rok  | Tytuł                                                       | BEL (FL)          |
| ---- | ----------------------------------------------------------- | ----------------- |
| 2016 | Suck on This - Data: 12 maja 2016 - Wydawca: wydanie własne | 143               |

Minialbumy
| Rok  | Tytuł                                                             |
| ---- | ----------------------------------------------------------------- |
| 2010 | 5 - Data: 27 lipca 2010 - Wydawca: Cherrytree Records             |
| 2010 | Ekstra - Data: 12 października 2010 - Wydawca: Cherrytree Records |

Single
| 2009                           | „Wat Pomp” (feat. Jack Parow) | –  | –   | $O$                              |
| 2009                           | „Beat Boy”                    | –  | –   | $O$                              |
| 2010                           | „Enter the Ninja”             | 37 | –   | 5                                |
| 2010                           | „Fishpaste”                   | –  | –   | 5                                |
| 2010                           | „Evil Boy” (feat. Wanga)      | –  | –   | $O$                              |
| 2011                           | „Rich Bitch”                  | –  | –   | $O$                              |
| 2011                           | „Fok Julle Naaiers”           | –  | –   | Ten$ion                          |
| 2012                           | „I Fink U Freeky”             | –  | –   | Ten$ion                          |
| 2012                           | „Baby’s On Fire”              | –  | –   | Ten$ion                          |
| 2012                           | „Fatty Boom Boom”             | –  | –   | Ten$ion                          |
| 2012                           | „XP€N$IV $H1T”                | –  | –   | –                                |
| 2013                           | „Cookie Thumper!”             | –  | –   | Donker Mag                       |
| 2014                           | „Ugly Boy”                    | –  | 191 | Donker Mag                       |
| 2016                           | "Dazed and Confused"          | –  | –   | Suck on This                     |
| 2016                           | "Bum Bum"                     | –  | –   | Suck on This                     |
| 2016                           | "Pitbull Terrier"             | –  | –   | Suck on This                     |
| 2016                           | "Gucci Coochie"               | –  | –   | Suck on This                     |
| 2016                           | "Banana Brain"                | –  | –   | Mount Ninji and Da Nice Time Kid |
| „–” pozycja nie była notowana. |                               |    |     |                                  |